# Ободо, Кристиан
Кристиан Ободо (англ. Christian Udubuesi Obodo; 11 мая 1984, Варри, Нигерия) — нигерийский футболист, полузащитник. Выступал за сборную Нигерии.

## Карьера
Ободо — воспитанник нигерийского «Плато Юнайтед». В 2001 году перешёл в «Перуджу», где за три сезона стал значимым игроком основы, проведя за клуб 62 матча. Сезон 2004/05 он начинал в составе «Фиорентины», которая вернулась в Серию А. Ободо провёл удачный сезон, но «Фиорентина» не смогла его выкупить. «Перуджа» продала игрока в «Удинезе». Со временем он становится одним из лидеров команды. В 2007 году «Удинезе» продлил контракт с Ободо до 2012 года. В 2010—2011 Ободо играл в аренде в «Торино», в 2011—2012 — в Лечче. Далее следует продолжительный период без игровой практики в качестве свободного агента.
В феврале 2013 Ободо подписал контракт с минским «Динамо», который был рассчитан до конца июня 2014 года. Однако Ободо за столичный клуб так и не заиграл. Большую часть времени футболист лечил специфическую травму. В июне самолично покинул расположение «Динамо», а позже был задержан полицией в Италии. В машине, где в момент задержания находился Ободо, его друг и две девушки, были найдены 52 грамма марихуаны. 11 октября минский клуб расторг контракт с игроком с формулировкой: «в связи с ненадлежащим выполнением контрактных обязательств». За «Динамо» Ободо сыграл 1 матч, выйдя на замену на 82 минуте встречи против «Белшины». Голов не забил. Отыграв сезон 2014/2015 в Греции за команду «Ксанти», в начале 2016 года перешёл в состав румынской «Конкордии» из города Кьяжна.

## Сборная
Ободо провёл свой первый матч за национальную сборную в мае 2004 года: это была игра против Руанды.
Участвовал в Кубке Африканских Наций 2006, где стал обладателем бронзовой медали.

## Похищение
Утром 9 июня 2012 года Кристиан Ободо был похищен неизвестными в одном из районов города Варри. Преступление произошло в тот момент, когда футболист направлялся в местную церковь. Преступники потребовали за освобождение футболиста выкуп в 150 тысяч евро. В ходе спецоперации, проведённой на следующий день силами нигерийской полиции, Ободо освободили. Некоторые злоумышленники оказались задержаны
. После своего освобождения Кристиан заявил:
Спасибо Богу, пока не могу сказать ничего другого, только спасибо Богу, что я
на свободе!